# Рашко Ломски
Рашко Ломски е български боксьор, спечелил сребърен медал на Световна купа по бокс в Монреал, Канада през 1981 г. Европейски шампион за младежи 1980 г. в Римини, Италия и Републикански шампион на България. Спортната си кариера започва в гр. Бургас през 1971 г. на 10 годишна възраст, след което отбива военната си служба в ЦСКА и завършва спортната си кариера в гр. Бургас.